# Kim Dzsue
Kim Dzsue (hangul: 김주애, handzsa: 金主愛, RR: Kim Ju-ae; Phenjan, 2013. február 19. –) Kim Dzsongun (Kim Jong-un) észak-koreai vezető és Ri Szoldzsu (Ri Sol-ju) közös lánya. A közismert amerikai kosárlabdajátékos, Dennis Rodman számolt be róla egy interjúban. 2022 novemberében jelentek meg róla először hivatalos fényképek. A Koreai Állami Hírügynökség által közzé tett fotókon apja társaságában egy interkontinentális rakéta kilövését tekintette meg. Az észak-koreai sajtó tisztelt gyermek (존경하는 자제분, csongjonghanun csadzsebun (chon'gyŏnghanŭn chajebun)) megszólítással hivatkozik rá.

## Közeli rokonai
Dédapja Kim Ir Szen (Kim Il-sung), akit halála után Észak-Korea örökös elnökévé nyilvánítottak. Dédanyja Kim Dzsongszuk (Kim Jong-suk), a hazájában Korea Anyja néven emlegetett nemzeti hőssé szentelt koreai partizánleány. Nagyapja Kim Dzsongil (Kim Jong-il), Észak-Korea hajdani teljhatalmú vezetője volt 2011 decemberében bekövetkezett haláláig, nagyanyja pedig a táncosként dolgozó Ko Jonghi (Ko Yong-hŭi).